# Agno (Svizzera)
Agno (in tedesco Eng, desueto, in dialetto ticinese Agn) è un comune svizzero di 4 518 abitanti del Canton Ticino, nel distretto di Lugano.

## Geografia fisica

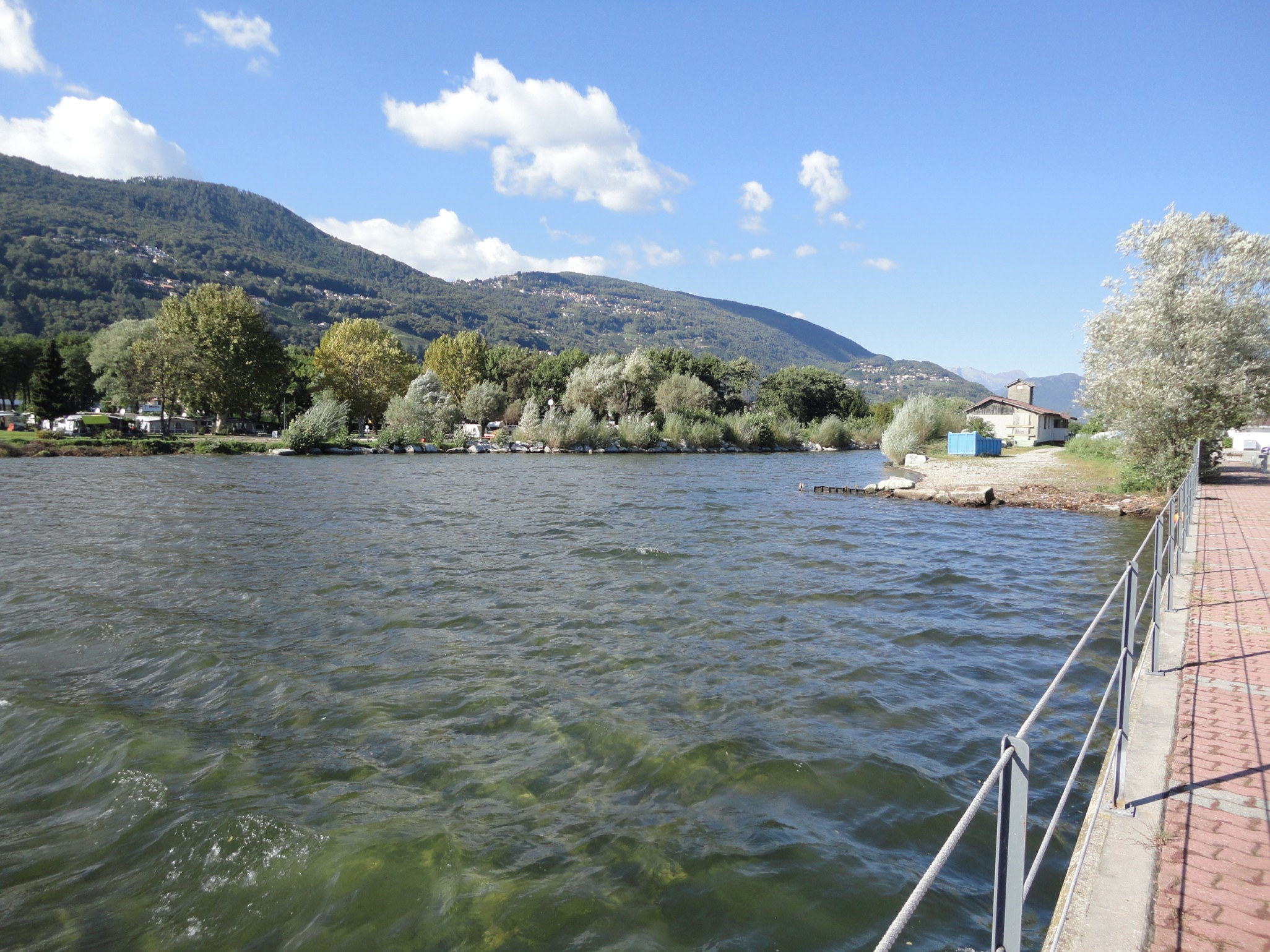
La foce del torrente Vedeggio

Agno è situato nel Malcantone, sul Lago di Lugano, poco distante dalla foce del torrente Vedeggio.

## Storia

### Preistoria
L'area di Agno è ricca di ritrovamenti archeologici. Giovanni Boffa ritrovò tombe dell'età del ferro in località Prada (dove oggi sorge il Museo Plebano).

### Età antica
Prima dell'VIII secolo non ci sono documenti scritti riguardanti Agno ma la zona era sicuramente abitata, come testimoniano i ritrovamenti archeologici di epoca romana, urne cinerarie depositate presso il Servizio archeologico cantonale. Un'altra urna venne ritrovata in via Sasselli con tre monete con l'effigie di Gallieno (218-268) e di Cornelia Salonina (268) e un'altra urna cineraria fu ritrovata nel 1925 in un frutteto, conservata ora al Museo Plebano.
La località era un importante nodo di comunicazione: Agno, in epoca romana, era attraversato dalla Via Mediolanum-Bilitio, strada romana che metteva in comunicazione Mediolanum (Milano) con Luganum (Lugano) passando da Varisium (Varese). Superato il passo del Monte Ceneri, si passava Bellinzona, la Riviera e la Leventina per raggiungere la Via delle Genti (il passo del San Gottardo) oppure per il più comodo passo del Lucomagno attraverso la Val di Blenio.

### Età medievale
Passarono per Agno i Franchi che nel 590, come testimonia il vescovo Gregorio di Tours, scesero dal nord passando per il Monte Ceneri fino allo scontro con i Longobardi sul fiume Tresa. Il territorio ritornò presto agli stessi Longobardi. La prima documentazione scritta su Agno risale al 30 gennaio 735, quando il notaio Larario, chierico della collegiata di San Giovanni, rogò a Campione d'Italia un atto di mundio, introducendo così il borgo nella storia documentata; l'atto si trova presso il Museo Plebano ed è scritto in minuscola merovingica. Nell'818 è attestato il toponimo Anium.

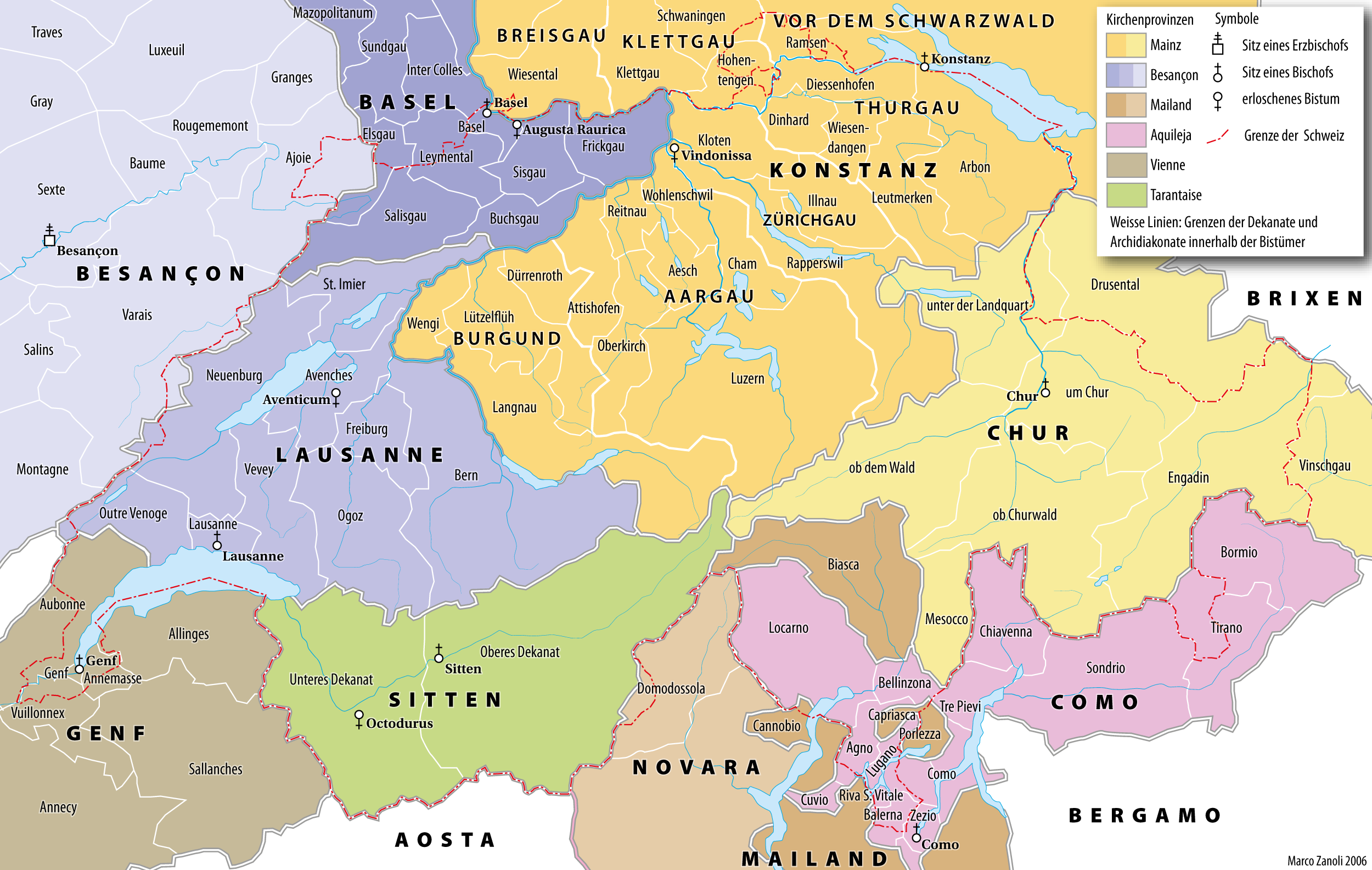
Le diocesi di Como e di Milano nel Medioevo

La pieve di Agno, di fondazione ambrosiana, nel 1002-1004 passò alla diocesi di Como ed estendeva la sua giurisdizione dalla valle di Marchirolo al Malcantone, al Monte Ceneri e a Isone. Qui la mensa arcivescovile di Milano possedeva beni e rendite e la peschiera di Agno per la pesca dei pesci rimontanti il Vedeggio, che ebbe notevole importanza economica già alla fine del Medioevo e fu occasione di vertenze fra i comuni della valle fino al suo riscatto da parte del governo cantonale all'inizio del XIX secolo; venne poi demolita nel 1843.
Negli anni successivi si assistette alla Guerra decennale tra Milano e Como che iniziò nel 1118 a seguito dell'attacco e della cattura del vescovo scismatico Landolfo da Carcano, nominato dall'imperatore Enrico IV di Franconia nel pieno della lotta per le investiture, nel castello di San Giorgio a Magliaso da parte dei Comaschi fedeli al loro vescovo Guido Grimoldi. Il conflitto durò fino al 1127 e vide il sacco di Como, ma nonostante questo portò all'estensione dell'influenza della diocesi di Como a tutto il Sottoceneri col rafforzarsi del ruolo di questo centro prealpino durante il dominio di Federico II di Svevia. Anche il monastero di San Pietro in Ciel d'Oro di Pavia si ritirò dalla zona, dove possedeva una corte a Magliaso.
L'8 febbraio 1192 Alberico Albarello di Grumo, col permesso di Anselmo dei Raimondi, vescovo di Como, cedette a Cavanio, chierico della collegiata di San Giovanni Battista di Agno, nelle mani dei canonici le decime del paese e territorio di Vernate per 10 lire d'argento; al vescovo Anselmo invece, da cui deteneva il feudo di Vernate, cedeva un altro suo feudo esteso dal castello di Grumo a Gravesano e alla strada che da Agno sale alla chiesa di San Pietro di Grumo. Nel 1335 al governo della città di Como subentrò quello dei Visconti, duchi di Milano, e Agno seguì le sorti di tutto il Luganese fino al 1512, quando fu conquistata dai cantoni svizzeri che concessero l'istituzione della fiera di San Provino.

### Età moderna
Da allora il borgo fu governato dalle famiglie patrizie dei Quadri, dei Rusca, dei Boffa e dei Negri e fino agli anni 1800 Agno e la sua pieve dominarono la valle del Vedeggio sovrastando anche Lugano. Il borgo non fu soltanto il centro religioso dell'antica pieve, ma anche il capoluogo amministrativo della pieve civile, sotto la dominazione dei Cantoni confederati svizzeri fino al 1803. Si conservano a Lugano (Libreria Patria e Archivio patriziale) e ad Agno (Archivio prepositurale) i verbali delle sedute del consiglio della pieve dal 1652 al 1798, redatti dai cancellieri, i notai Rusca di Cassina d'Agno. Il consiglio riuniva periodicamente i consoli dei comuni e nominava i due reggenti delegati al consiglio di reggenza della Comunità di Lugano: le sedute si tenevano di regola nel palazzo dei canonici attiguo alla collegiata.
Al culmine di questa fiorente epoca vi fu la costruzione, nel 1780, della nuova collegiata sulle fondamente della vecchia ad opera del prevosto Tullio Vincenzo Rusca e dell'architetto Antonio Boffa.

### Età contemporanea

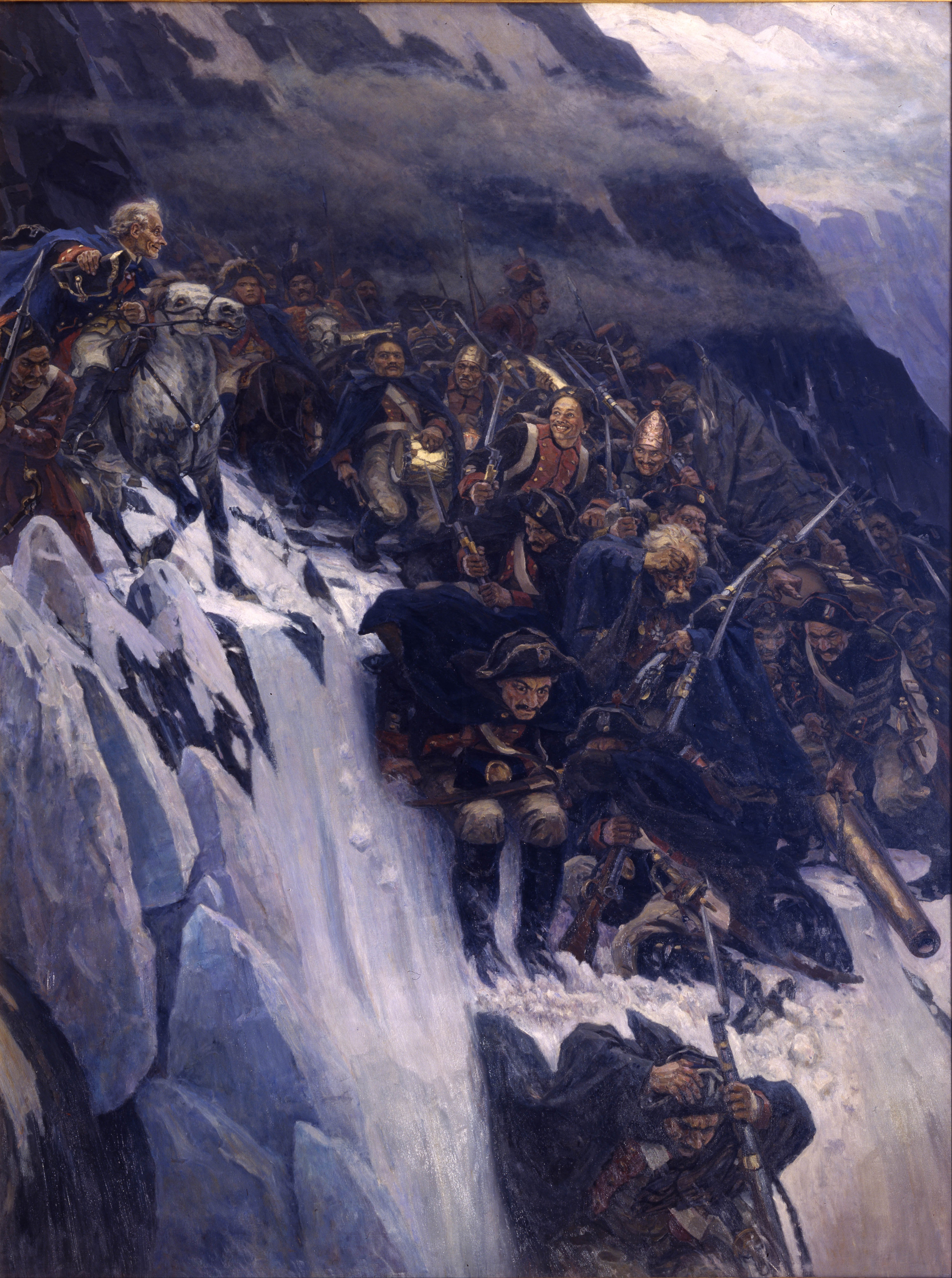
Le truppe del generalissimo Suvorov attraversano le Alpi nel 1799, dipinto di Vasilij Ivanovič Surikov

Da Agno passarono nel 1799 le truppe del generale Aleksandr Vasil'evič Suvorov, in marcia verso il passo del San Gottardo dopo le vittorie della Campagna d'Italia ai danni dell'esercito francese, saccheggiando e causando molti danni; a testimonianza di questo passaggio restano ancora due bandiere asburgiche nel Museo Plebano.
Due sono poi gli episodi più rilevanti legati al Risorgimento italiano. Il primo è il contributo dato dal colonnello Natale Vicari di Agno che costituì un corpo di volontari di tutta la regione per partecipare alla prima guerra di indipendenza e all'assedio di Peschiera nell'aprile del 1848 contro gli austriaci. Tra i combattenti v'era anche lo scultore Vincenzo Vela di Ligornetto. Il secondo episodio accadde quando il 27 agosto 1848, reduce dalla battaglia di Morazzone presso Varese e proveniente via lago da Brusimpiano, sbarcò ad Agno il generale Giuseppe Garibaldi con nove camicie rosse, festosamente accolto dalle autorità e dalla popolazione. Il pittore Bernardino Giani di Ponte Tresa gli eseguì il ritratto.

### Simboli
Il pesce simboleggia i diritti sulla peschiera di Agno posseduti dal vescovo di Como, rappresentato dalla stessa croce bianca in campo rosso che si trova nello stemma di Como. Questi diritti furono poi ceduti nel 1837 al Canton Ticino.

## Monumenti e luoghi d'interesse

### Architetture religiose

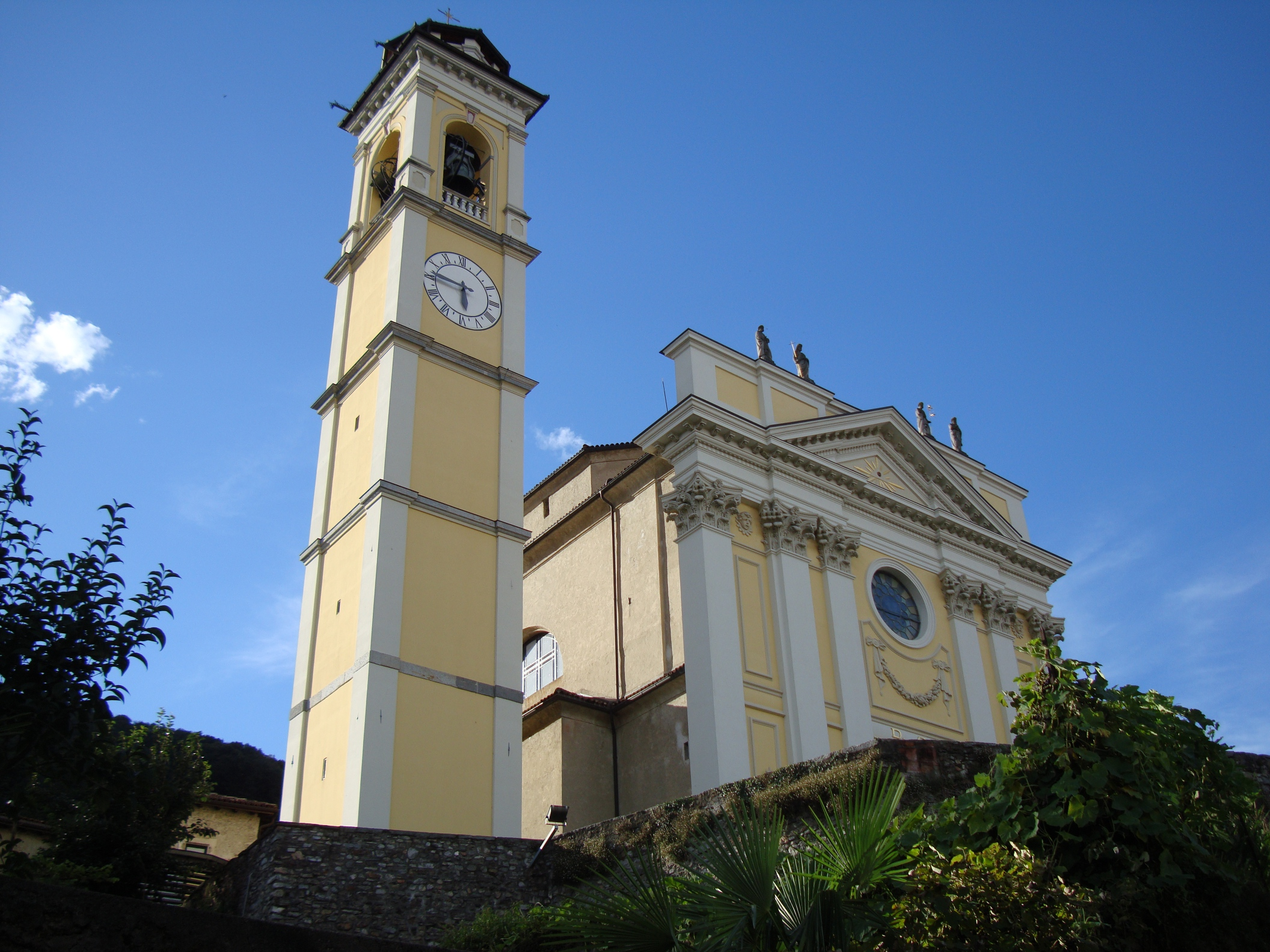
La chiesa parrocchiale dei Santi Giovanni Battista e Provino

- Chiesa parrocchiale dei Santi Giovanni Battista e Provino, antica chiesa matrice della pieve di Agno documentata dal 735[2][4];
- Oratorio dei Santi Rocco e Carlo in località Cassina[4], del XVI secolo. È attestato col titolo di San Rocco nel 1610 e, a partire dal 1626, anche con quello di San Carlo. L'edificio è a pianta rettangolare, con campanile sul fianco destro; sul retro della costruzione è addossata una cappella con l'affresco della Madonna col Bambino, copia da Raffaello di Attilio Balmelli eseguita nel 1906[senza fonte];
- Oratorio di San Giuseppe in località Serocca[4], preceduto da un caratteristico sagrato seicentesco, fu eretto sul luogo di una preesistente cappella a cura della famiglia Rusca[senza fonte].

### Architetture civili
- Casa Fossati (via Oro), antica costruzione rurale con diversi inserti di varie epoche. La casa risale forse al XV secolo ma è rilevante per il portico aggiunto intorno alla fine del XVIII-inizio del XIX secolo dove si conservano affreschi raffiguranti Sant'Antonio abate del XV secolo, Dio Padre con San Giovanni Battista e San Giorgio del XVI secolo e due Angeli recanti lo stemma dei Fossati[senza fonte];
- Casa Quadri (piazza del Sole) con loggia all'ultimo piano e il dipinto di una Deposizione del XVIII secolo sopra il portale[senza fonte];
- Palazzo Quadri in località Serocca, del XVII secolo, palazzetto a tre piani con eleganti loggiati affiancato all'Oratorio di San Giuseppe;
- Palazzo municipale (piazza Colonnello Vicari, 1), costruzione di stile nordalpino[non chiaro] con carpenteria a vista, fatta edificare nella seconda metà del XIX secolo dal colonnello Natale Vicari[senza fonte];
- Villa San Michele (via Sasselli, 55) con torre angolare circondata da parco, del 1903[senza fonte];
- Villa Celestina (via Sasselli, 51) con parco, caratterizzata da una torretta belvedere abbellita da decorazioni pittoriche del 1913[senza fonte];
- Vecchia sede dell'Alfa Romeo ora supermercato Migros (via Aeroporto), costruzione articolata in diversi volumi di calcestruzzo armato e mattoni a vista edificata dall'architetto Alberto Camenzind e Bruno Brocchi negli anni 1962-1963[senza fonte].

## Società

### Evoluzione demografica
Nel 1591 Agno contava 158 fuochi. L'evoluzione demografica è riportata nella seguente tabella:
Abitanti censiti

## Cultura

### Musei
Il Museo Plebano conserva alcuni reperti archeologici e testimonianze della storia del comune; è sistemato nella prevostura adiacente alla collegiata ad opera di Giovanni Boffa, poeta e scrittore, e del prevosto don Alfredo Maggetti, nel 1955. La collezione e l'edificio sono classificati al 30 ottobre 2009 nell'Inventario Protezione dei Beni Culturali come oggetti di tipo B.

## Geografia antropica

Il territorio di Agno

### Frazioni
- Cassina si trova in collina sulla strada che congiunge Agno a Vernate e a Neggio[senza fonte];
- Serocca è una popolosa frazione[4] posta a metà strada tra Agno e Bioggio sull'antica via Regina. Il nucleo di Serocca è molto caratteristico e conserva edifici civili ancora intatti[senza fonte];
- Mondonico è una frazione che si trova in collina poco sotto la frazione Gaggio del comune di Bioggio, a metà strada tra Agno e Bioggio[senza fonte].

## Economia
Nella piana verso Bioggio è attiva una fabbrica della Mikron, specializzata in meccanica fine. Agno ha vocazione turistica grazie alla presenza di alcuni campeggi sulle rive del Lago di Lugano.

## Infrastrutture e trasporti

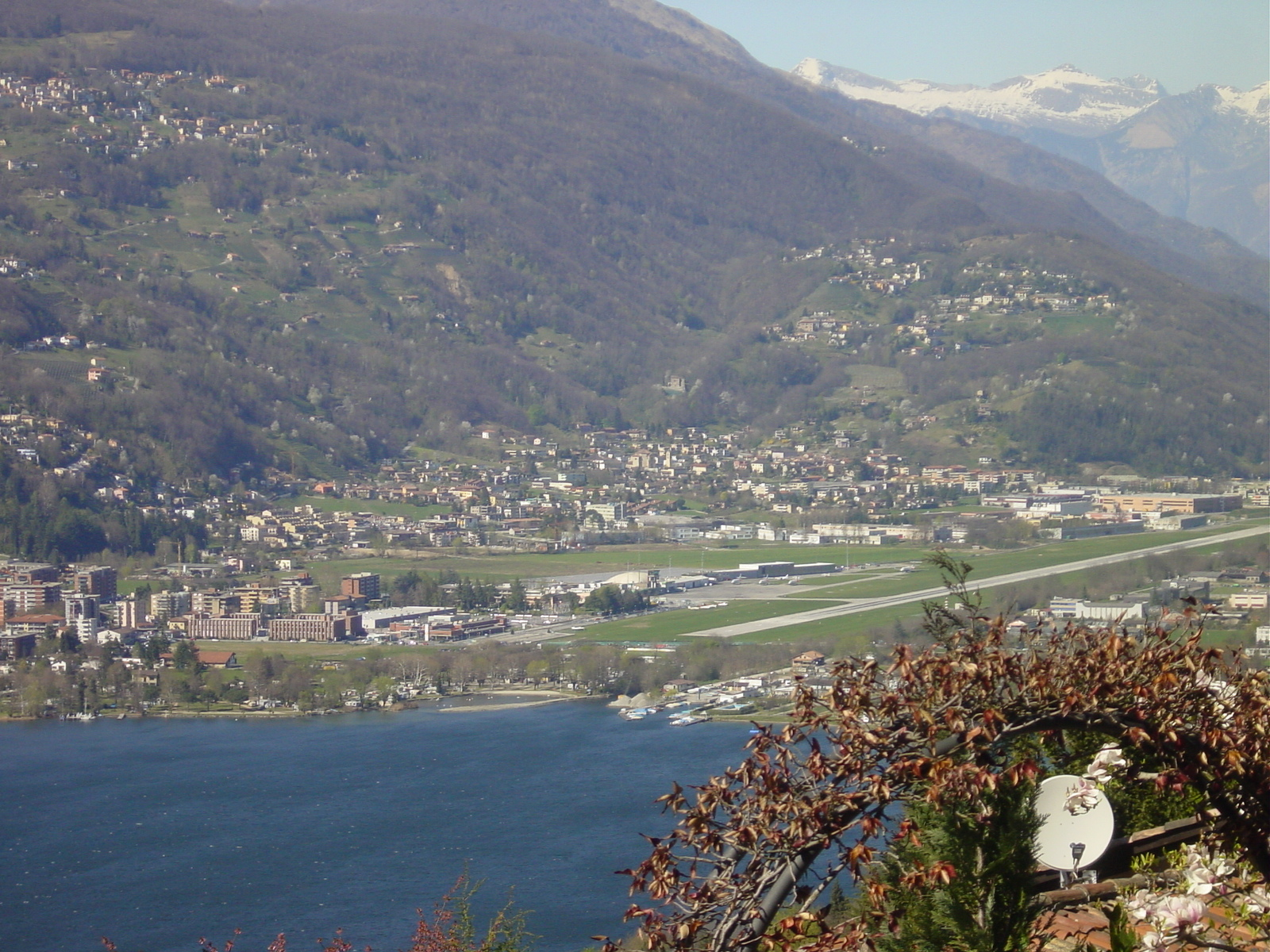
L'aeroporto di Lugano-Agno

Agno è un importante nodo stradale. Nel centro del paese si incontrano la Via Cantonale proveniente da Magliaso, la Strada Regina proveniente da Bioggio e Via Lugano proveniente da Muzzano.
Agno è attraversata dalla ferrovia Lugano-Ponte Tresa che ha una stazione ad Agno e un'altra a Serocca. Nella stazione di Agno ha sede anche il Museo della ferrovia Lugano-Ponte Tresa.
Ad Agno (e in parte nel comune di Bioggio) ha sede l'aeroporto di Lugano-Agno.

## Amministrazione
Ogni famiglia originaria del luogo fa parte del cosiddetto comune patriziale e ha la responsabilità della manutenzione di ogni bene ricadente all'interno dei confini del comune.